# Budapest Wolves 2020
Questa voce raccoglie le informazioni riguardanti i Budapest Wolves nelle competizioni ufficiali della stagione 2020.

## Hungarian Football League 2020

### Stagione regolare
| 28 marzo 2020 2ª giornata | Budapest Wolves | - – - | Budapest Cowbells |  |

| 5 aprile 2020 3ª giornata | Miskolc Steelers | - – - | Budapest Wolves |  |

| 18 aprile 2020 4ª giornata | Budapest Wolves | - – - | Kiev Capitals |  |

| 2 maggio 2020 5ª giornata | Budapest Wolves | - – - | Fehérvár Enthroners |  |

| 16 maggio 2020 6ª giornata | Győr Sharks | - – - | Budapest Wolves |  |

## Divízió I 2020

### Stagione regolare
| 20 settembre 2020 2ª giornata | Budapest Wolves 2 | 22 – 14 | DEAC Gladiators |  |

| 18 ottobre 2020 5ª giornata | Miskolc Steelers | 0 – 20 | Budapest Wolves 2 |  |

| 24 ottobre 2020, ore 13:00 6ª giornata | Szombathely Crushers | 12 – 14 | Budapest Wolves 2 |  |

## Statistiche di squadra
| Competizione      | %Vittorie | In casa | In casa | In casa | In casa | In casa | In casa | In trasferta | In trasferta | In trasferta | In trasferta | In trasferta | In trasferta | Totale | Totale | Totale | Totale | Totale | Totale |
| Competizione      | %Vittorie | G       | V       | N       | P       | Pf      | Ps      | G            | V            | N            | P            | Pf           | Ps           | G      | V      | N      | P      | Pf     | Ps     |
| ----------------- | --------- | ------- | ------- | ------- | ------- | ------- | ------- | ------------ | ------------ | ------------ | ------------ | ------------ | ------------ | ------ | ------ | ------ | ------ | ------ | ------ |
| Stagione regolare | 1.000     | 1       | 1       | 0       | 0       | 22      | 14      | 2            | 2            | 0            | 0            | 34           | 12           | 3      | 3      | 0      | 0      | 56     | 26     |
| Totale            | 1.000     | 1       | 1       | 0       | 0       | 22      | 14      | 2            | 2            | 0            | 0            | 34           | 12           | 3      | 3      | 0      | 0      | 56     | 26     |